# Янов, Матвей Маркович
Янов Матвей Маркович (21 марта 1895, Одесская область — 5 марта 1920, Кривой Рог, Екатеринославская губерния) — начальник уголовного розыска Кривого Рога.

## Биография
Родился 21 марта 1895 года в селе Дмитровка (на территории нынешней Одесской области) в семье рабочего. Получил начальное образование.
После смерти отца переехал с семьёй в местечко Александрия, где с 1907 года начал работать в переплётной мастерской местной типографии. В типографии приобщился к марксистской литературе, в начале Первой мировой войны познакомился со ссыльными латышскими большевиками.
С 1915 года на фронтах Первой мировой войны. В 1916 году лечился госпитале в Кривом Роге. Член РСДРП(б) с мая 1917 года.
В конце 1917 — начале 1918 года — участник Гражданской войны в России, воевал в Ростове-на-Дону.
Весной 1919 года приехал в Кривой Рог, где жила его супруга, работал в местной большевистской организации.
С наступлением деникинцев переехал в Николаев, где участвовал в работе подпольной организации. Выдан провокатором, избежав ареста вернулся в Кривой Рог, где под прозвищем Ворог продолжил подпольную работу. С января 1920 года — начальник уголовного розыска Кривого Рога, боролся с бандитизмом в Криворожском уезде, организовал сопротивление бандам Григорьева, Ткаченко, Гонзака.
Погиб с несколькими милиционерами 5 марта 1920 года вблизи Торговой улицы в Кривом Роге в бою с бандой Шаповала, напавшей на город. Похоронен в сквере у кинотеатра имени В. И. Ленина в Кривом Роге.

## Память
- В марте 1920 года Криворожский уездный съезд советов переименовал Торговую улицу в улицу Янова[3], которая носила это имя до 2016 года[4].
- Памятная доска с барельефом работы Александра Васякина в Кривом Роге[5].